# اردک تاجدار

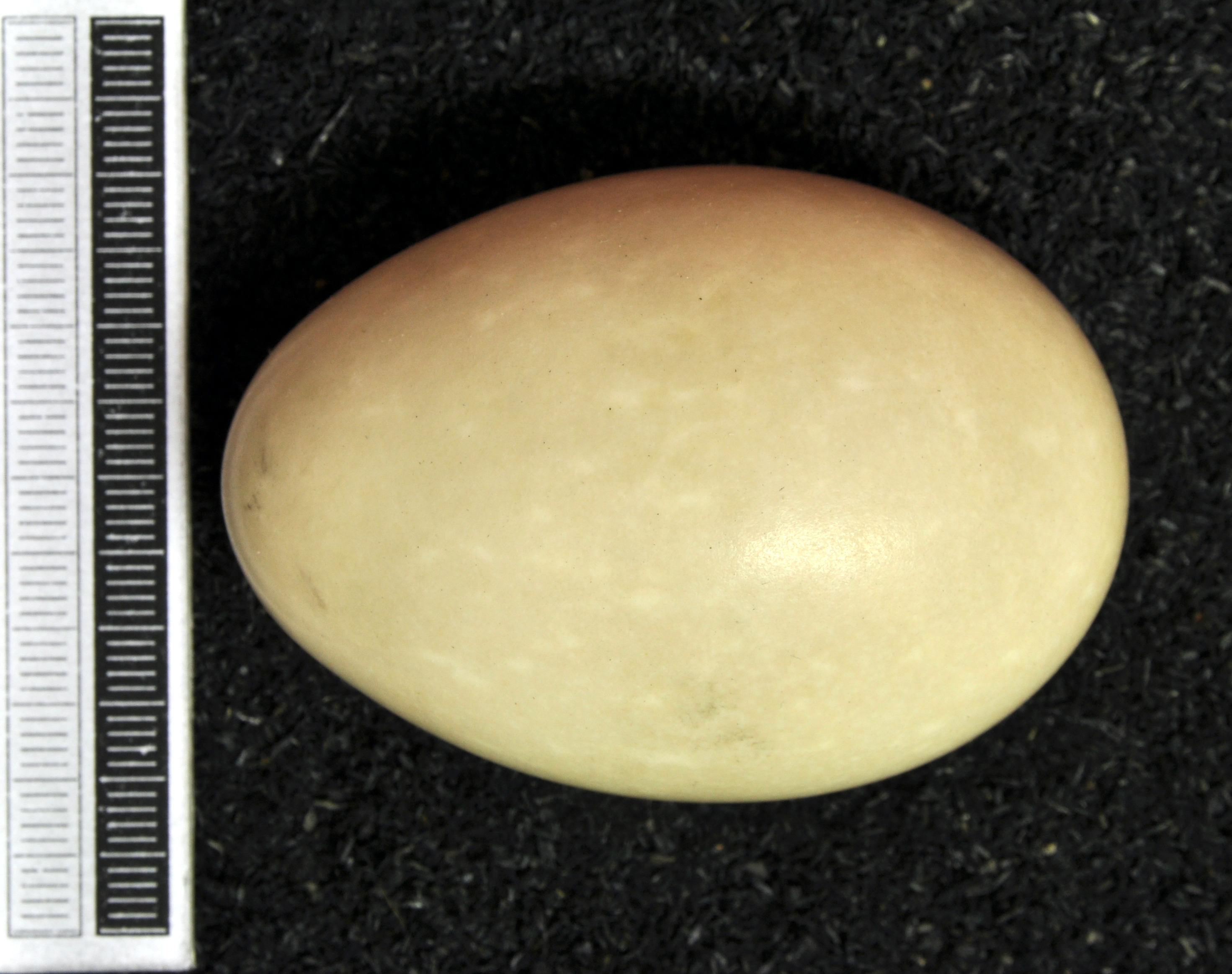
تخم، مجموعه موزه ویسبادن

اردک تاجدار یا اردک کاکل‌حنایی (نام علمی: Netta rufina) یک اردک شیرجه‌زن بزرگ است. نام علمی از یونانی Netta "اردک"، و rufina لاتین ، "قرمز طلایی" (از rufus ، "حنایی") گرفته شده است.  زیستگاه زادآوری آن باتلاق‌ها و دریاچه‌های دشتی در جنوب اروپا است و از مناطق استپی و نیمه‌بیابانی در دریای سیاه تا آسیای مرکزی و مغولستان گسترش می‌یابد و در شبه قاره هند و آفریقا زمستان‌گذرانی می‌کند. این تا حدودی مهاجر است و پرندگان شمالی در جنوب به شمال آفریقا زمستانگذرانی می‌کند.
نر بالغ غیرقابل اشتباه است. دارای سر نارنجی گرد، منقار قرمز و سینه مشکی است. پهلوها سفید، پشت قهوه‌ای و دم سیاه است. ماده عمدتاً قهوه‌ای کم‌رنگ، با پشت و تاج تیره‌تر و صورتی مایل به سفید است. نرها در تولک موسمی مانند ماده ها اما با نوک قرمز هستند. آنها پرندگانی هستند که دسته‌های بزرگی را در زمستان تشکیل می‌دهند که اغلب با سایر اردک‌های شیرجه‌زن مانند اردک‌های اردک سرحنایی مخلوط می‌شوند. آنها عمدتاً از طریق غواصی یا پهنه‌چینی تغذیه می‌کنند. آنها گیاهان آبزی را می‌خورند و معمولاً بیشتر از اکثر اردک‌های شیرجه‌زن در آب برای غذا سروته می‌شوند.
یک صدای veht خس‌خس مانند می‌تواند توسط نرها تولید می‌شود. مجموعه‌ای از صداهای خشن vrah-vrah-vrah از ماده‌ها نیز شنیده می‌شود.
اردک تاجدار در کنار دریاچه و در میان پوشش گیاهی آشیانه می‌سازند و 8 تا 12 تخم سبز کم‌رنگ می گذارد. وضعیت پرندگان در جزایر بریتانیا بسیار گیج‌کننده است، زیرا طی سال‌ها فرارها و رهاسازی عمدی و همچنین مهاجران طبیعی از این قاره وجود داشته است. با این حال، به احتمال زیاد آنها فراریانی هستند که اکنون در حال زادآوری طبیعی هستند و جمعیت رمیده موفقی ایجاد کرده‌اند. آنها در مناطقی از انگلستان از جمله گلوسسترشایر، آکسفوردشایر، نورث همپتون‌شایر و همچنین در لسترشر دیده می‌شوند.
اردک کاکل‌حنایی یکی از گونه‌هایی است که موافقت‌نامه حفاظت از پرندگان آبزی مهاجر آفریقا-اوراسیا (AEWA) در مورد آن اعمال می‌شود.